# Kronologisk lista över svenska kungligheter

Sveriges stora riksvapen

Kronologisk lista över svenska kungligheter är ett register över alla personer som förekommer i den alfabetiska listan, här uppställda i årtalsordning enligt statschefernas regeringstider, från och med Erik Segersäll. Det har varit vid starten av varje svensk regeringstid - uppstigandet på tronen - som den regentens övriga familj blev eller fortsatte att vara kunglig av Sverige.
Undantag har varit icke-kungliga regenter, riksföreståndare som Jöns Bengtsson och Sturarna, eller en folkets hövding och hjälte (utan formell regentbefattning) som Engelbrekt. 
Varje kungafamilj redovisas nedan som sin egen enhet, med regenten först omedelbart i vänstermarginalen och gemåler och anhöriga indenterade därunder. Således visas ensamstående regenter (utan egen familj) på helt vänsterställda rader för sig själva med ingen indenterad under sig. 
Där det funnits medlemmar av vissa kungliga familjer som verkar saknas i listan anges en kursiverad förklaring på plats. Kungar som ska stå med som barn i föräldrarnas familjer visas där bara med en kursiverad hänvisning till den egna platsen i listan. 
För övriga kriteria, se den alfabetiska listans inledande artikel.

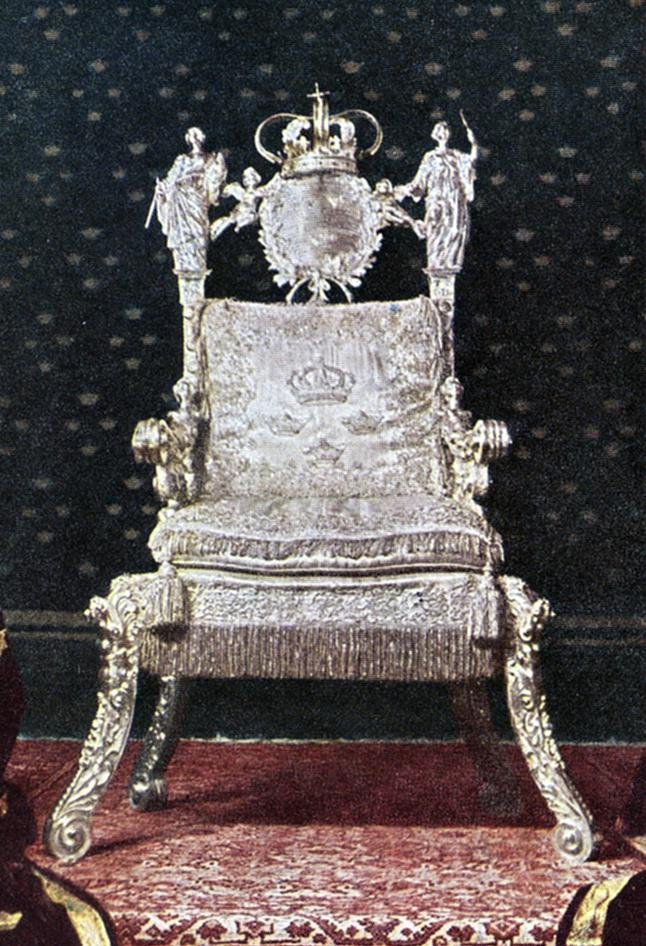
Nuvarande tronen från 1650

## Sagotiden
Ur vad som har kallats sagotiden framträder en rad figurer med namn före 970-talet, som inte kan betraktas som svenska historiska personer eller listas nedan. Vissa tidiga hövdingar som har kallats svenska kungar har emellertid existerat. Några som är säkerställda som historiska personer är 800-talets Anund, Björn och Olof (kung år 854 enligt Rimbert), samt det tidiga 900-talets kungar Ring, bröderna Emund och Erik Ringsson och Emund Eriksson. Några som antagits ha varit historiska är Hugleik och Ottar redan på 500-talet, och Olof som bror till Erik Segersäll och far till dennes brorson Björn (nedan).

## Tiden från cirka 970 fram till 1000-talets slut
- Erik, kung c. 970, även kortvarigt dansk kung, kallad Erik Segersäll
  - Gunhild, drottninggemål c. 980 (Swiatoslawa? - samma person som Sigrid Storråda?), född polsk furstinna i ätten Piast
  - Sigrid, drottninggemål c. 980, kallad Sigrid Storråda (samma person som Gunhild? eller norsk stormannadotter?)
    - Olof – se nästa kung
    - Holmfrid, prinsessa c. 975 dotter (troligen) till kung Erik[2]
    - Emund, prins 970-talet (död ung)[3]
      - Björn, prins död c. 985, brorson till kung Erik ovan, kallad Styrbjörn Starke (Björn den stridbare och starke)
        - Tyri Haraldsdotter, prinsessa 900-talet som gemål till Björn, dotter till Harald Blåtand av Danmark

- Olof, kung c. 995 kallad Olof Skötkonung
  - Estrid, drottninggemål c. 1004, född obotritisk furstinna i den tidiga Nikolanska ätten
    - Ingegerd, prinsessa c. 1005, gift storfurstinna av Kiev
    - Anund Jakob – se nästa kung

  - Edla, konkubin (räknas ej som svensk kunglighet)
    - Emund – se kungen c. 1051
    - Astrid, furstinna c. 1015 som kung Olofs dotter, gift drottning av Norge

- Anund Jakob, kung 1022
  - Gunhild, drottninggemål c. 1028[4], född norsk stormannadotter i ätten Ladejarl (enligt vissa källor), kallad Gyda och Guda
    - Gunhild, prinsessa c. 1030, gift drottning av Danmark, även kallad Gyda

- Emund, kung c. 1051, kallad bland annat Emund den gamle
  - Astrid, drottninggemål c. 1051, född norsk stormannadotter i ätten Skjalga
    - Dotter av okänt namn? – möjligen gift med nästa kung
    - Anund (Emund? Ingvar?), prins död c. 1056[5]

- Stenkil, kung 1061
  - Gemål av okänt namn, drottninggemål 1061, okänd härstamning, kallad Ingamoder
    - Erik – se kung kallad Stenkilsson död 1067
    - Hallsten – se kung c. 1070
    - Inge – se kungen 1079

  - (okänd maka?)
    - Håkan (enligt vissa källor en son av Stenkil i ett annat förhållande) – se kung c. 1075

- Erik och Erik, tronpretendenter, båda döda 1067

- Hallsten, kung c. 1070 
  - (makan okänd)
    - Filip – se kungen c. 1112
    - Inge – se kungen 1118

- Anund, kung c. 1070, kallad bland annat Anund Gårdske

- Håkan, kung c. 1075, kallad Håkan Röde, möjligen samma person som Blot-Sven
- Sven, kung runt 1085, kallad Blot-Sven (Sven som firade blodoffer), möjligen samma person som Håkan
  - (makan okänd – möjligen Gyla, änka efter kung Erik Hedning?)
    - Erik? Kol? – son? möjligen kungen c. 1080
    - Dotter (?) av okänt namn (enligt vissa källor Ceclia-?, mor till kungen 1156 nedan)

- Inge, kung 1079, kallad Inge den äldre
  - Helena, drottninggemål c. 1082, även kallad Maer (mö), osäker härstamning
    - Kristina, prinsessa död 1122, gift furstinna av Kiev
    - Ragnvald, prins c. 1100, möjligen samma person som kungen c. 1125
    - Margareta, prinsessa död 1130, gift dansk och norsk drottning, kallad Margareta Fredkulla
    - Katarina, prinsessa c. 1105, gift prinsessa av Danmark

## Från tiden runt år 1100
- Filip, kung c. 1112[förtydliga]
  - Ingegerd, drottninggemål c. 1112, född prinsessa av Norge

- Inge, kung 1118, kallad Inge den yngre
  - Ragnhild, drottninggemål 1118, född i tidiga Bjälboätten (? börden osäker), kallad Sankta Ragnhild
  - Ulvhild, drottninggemål c. 1120, även c. 1134 till kung Sverker (1130, se nedan), född i den norska stormannaätten Thjotta

- Ragnvald, kung c. 1125, kallad Ragnvald Knapphövde
  - (makan okänd)
    - Ingrid, prinsessa c. 1105 dotter till kung eller prins Ragnvald, gift drottning av Norge

- Magnus, kung c. 1125, son till kung Inge den äldres dotter, född prins av Danmark, kallad Magnus Nilsson, [6]
  - Rikissa, drottninggemål c. 1127, även 1149 till Sverker (nästa kung), född furstinna av Polen i ätten Piast

- Sverker, kung 1130, kallad Sverker den äldre, Sverker den gamle, Sverker I
  - Ulvhild, se: kung Inge 1118
    - Johan, prins 1130, kallad Jon och Johan Sverkersson den äldre
      - (makan okänd)
      - Kol, möjligen son till Sverker
      - Burislev, möjligen densamme som Sverkers son
        - Knut, prins c. 1152 död ung[7]
        - Dotter (?) av okänt namn (Cecilia? – enligt vissa källor maka till kungen c. 1167)

      - Alf (begravd i Vreta klosters kyrka enligt 1700-talskälla)
      - Ulf eller Ubbe

    - Karl – se kungen 1161
    - Ingegerd, prinsessa död 1204[8], abbedissa
    - Helena, prinsessa c. 1137, gift drottning av Danmark (med kung Knut V ovan)

  - Rikissa, se: kung Magnus 1125
    - Sune,[9][10], kallad Sune Sik, möjligen ohistorisk
      - (makan okänd)
        - möjligen Ingrid Ylva, prinsessa död 1251, mor till Birger jarl och farmor till kungarna 1250 och 1275
        - Ulvhild, prinsessa c. 1160, ingift i den tidiga Bjälboätten[11]

  - (Okänd maka till Sverker)
    - Burislev, möjligen densamme som Johans son

- Erik, kung 1156, kallad Erik den helige, Sankt Erik, har kallats Erik IX
  - Kristina, drottninggemål 1156, född prinsessa av Danmark
    - Knut – se kungen c. 1167
    - Margareta, prinsessa död 1209, gift drottning av Norge
    - Filip, prins död e. 1200[12]
      - (makan okänd)
        - Erik, prins c. 1172, sonson till kung Erik och farfar till kungen 1229
          - (makan okänd)
            - Holmger, prins c. 1190 sonsons son till kung Erik och far till kungen 1229[13]

    - Katarina, prinsessa c. 1155

- Magnus, kung 1160, kung Inge den äldres barnbarnsbarn, född prins av Danmark kallad Magnus Henriksson
  - Birgitta, drottninggemål 1160, även kallad Brigida, född norsk prinsessa

- Karl, kung 1161, kallad Karl Sverkersson, har kallats Karl VII (genom retroaktiv numrering från Karl IX), antagligen Karl I
  - Kristina, drottninggemål 1163, född i den danska adelsätten Hvide
    - Sverker – se kungen 1196
    - Kristina, prinsessa c. 1166 och nunna

- Knut, kung c. 1167, kallad Knut Eriksson, Knut I
  - Gemål av okänt namn, drottninggemål c. 1169, möjligen Cecilia och då dotter till Johan Sverkersson den äldre (1130)
    - Johan, prins död 1205, kallad Jon
    - Knut, prins död 1205
    - Joar, prins död 1205
    - Sigrid, prinsessa c. 1188, ingift i den tidiga Bjälboätten
    - Erik – se kungen 1208

- Burislev, kung eller tronpretendent c. 1167
- Kol, kung eller tronpretendent c. 1169

## Från tiden runt år 1200
- Sverker, kung 1196, kallad Sverker den yngre, Sverker II
  - Bengta, drottninggemål 1196, född i den danska adelsätten Hvide, även kallad Benedikta
    - Karl, prins död 1198
    - Helena, prinsessa 1196, ingift i den tidiga Bjälboätten
    - Kristina, prinsessa död 1252, gift furstinna av Mecklenburg
    - Margareta, prinsessa 1196, gift furstinna av Rügen

  - Ingegerd, drottninggemål 1200, född i den tidiga Bjälboätten
    - Johan – se kungen 1216
    - Ingrid, prinsessa c. 1205[11], abbedissa

- Erik, kung 1208, kallad Erik Knutsson och Erik som överlevde, har kallats Erik X
  - Rikissa, drottninggemål 1210, född prinsessa av Danmark
    - Ingeborg, prinsessa c. 1212, stammoder (gift med:)
      - Birger, prinsgemål c. 1236 de facto och hertig, oftast kallad Birger jarl
        - Rikissa, prinsessa 1238 de facto som dotter till prinsessan Ingeborg, gift drottning av Norge m. m.
        - Valdemar – se kungen 1250
        - Magnus – se kungen 1275
        - Kristina, prinsessa c. 1242 de facto som dotter till prinsessan Ingeborg
        - Katarina, prinsessa c. 1245 de facto som dotter till prinsessan Ingeborg, gift furstinna av Anhalt
        - Erik, prins 1251 de facto som son till prinsessan Ingeborg, hertig av Svealand m. m.
        - Ingeborg, prinsessa c. 1253 de facto som dotter till prinsessan Ingeborg, gift furstinna av Sachsen-Lauenburg
        - Bengt, prins 1254 de facto som son till prinsessan Ingeborg, biskop och hertig av Finland

      - Birgers andra gemål behöll sin titel som dansk änkedrottning men någon svensk titel är inte känd för hennes del.

    - Sofia, prinsessa c. 1214, gift furstinna av Mecklenburg
    - Katarina, prinsessa c. 1215, gift med bröderna Lars och Filip Petersson
    - Marianne, prinsessa död 1252[7][14], gift furstinna av Pommern, kallad Mariana och Marina
    - Erik – se kungen 1222

- Johan I, kung 1216

- Erik, kung 1222 och 1234, kallad Erik Eriksson och Erik läspe och halte, har kallats Erik XI
  - Katarina, drottninggemål 1244, född i Bjälboätten, kallad Katarina Sunesdotter

- Knut, kung 1229, kallad Knut Långe, Knut II
  - Helena, drottninggemål 1229, född i den tidiga danska adelsätten Ulfeldt (Strange)
    - Holmger, prins och tronföljare död 1248
    - Filip, prins död 1251

- Erik – kung för andra gången, se ovan för år 1222

- Valdemar, kung 1250
  - Sofia, drottninggemål 1260, född prinsessa av Danmark
    - Erik, prins c. 1260 (död som liten)
    - Ingeborg, prinsessa c. 1263, gift furstinna av Holstein-Plön
    - Rikissa, prinsessa c. 1267, gift furstinna av Polen
    - Katarina, prinsessa död 1283
    - Marianne, prinsessa c. 1269, gift furstinna av Diepholz[15], kallad Marina
    - Margareta, prinsessa död 1288, nunna
    - Erik, prins 1272 och tronföljare, sedan riksråd
      - Ingeborg, prinsessa c. 1330 de facto som gift med prins Erik, född i Aspenäsätten

  - Kung Valdemars morganatiska gifte eller giften efter äktenskapet med drottningen räknas inte bland de kungliga.

- Magnus, kung 1275, kallad Magnus Ladulås
  - Helvig, drottninggemål 1276, född furstinna av Holstein i ätten Schaumburg
    - Erik, prins 1277 (död som liten)
    - Ingeborg, prinsessa c. 1279, gift drottning av Danmark
    - Birger – se nästa kung
    - Erik, prins 1282, hertig av Södermanland etc.
      - Ingeborg – se regenten 1318

    - Rikissa, prinsessa död 1348, abbedissa
    - Valdemar, prins död 1318, hertig av Finland etc.
      - Kristina, prinsessa 1302-1305 gift med prins Valdemar, kallad Kristina Torgilsdotter
      - Ingeborg, prinsessa 1312, gift med prins Valdemar, född prinsessa av Norge
        - Erik, prins c. 1316

## Från tiden runt år 1300
- Birger, kung 1290
  - Margareta, drottninggemål 1298, född prinsessa av Danmark, kallad Märta
    - Magnus, prins 1300 och tronföljare
    - Erik, prins c. 1302
    - Agnes, prinsessa c. 1304
    - Katarina, prinsessa c. 1306
    - Son av okänt namn, prins c. 1308 (död späd)

- Ingeborg, prinsessa 1312, regent 1318[16], gift med prins Erik, född prinsessa av Norge
  - Erik – se prins 1282 ovan
    - Magnus – se nästa kung
    - Eufemia, prinsessa 1317, syster till kung Magnus, gift furstinna av Mecklenburg och mor till kungen 1364

  - Ingeborgs andra gifte och söner sedan hon frånträtt regeringen räknas inte som svenska kungligheter.

- Magnus, kung 1319, kallad Magnus Eriksson, även norsk kung som Magnus VII
  - Blanka, drottninggemål 1335, även norsk drottning, född furstinna av Namur i ätten Dampierre sur l’Aube
    - Erik – se nästa kung
    - Håkan – se kungen 1362
    - Döttrar av okända namn, 4 prinsessor 1300-talet (döda unga; 2-3 begravda i Ås kloster)

- Erik, kung 1357, kallad Erik Magnusson och Erik rebellen, har kallats Erik XII
  - Beatrix, drottninggemål 1357, född kejserlig prinsessa av Bayern i ätten Wittelsbach
    - Erik, prins född och död 1359

- Håkan, kung 1362, även norsk kung som Håkon V, kallad Håkan Magnusson
  - Margareta, drottninggemål 1363, även norsk sådan; se statschefen 1389 nedan
    - Olof, prins 1370, även dansk kung som Oluf II och norsk kung som Olav IV

- Albrekt, kung 1364, född tysk furste (Mecklenburg) i Nikolanska[17] ätten, kallad Albrekt av Mecklenburg
  - Rikardis, drottninggemål 1364, född furstinna av Schwerin i ätten von Hagen
    - Erik, prins 1368 och tronföljare, härskare på Gotland
    - Rikardis Katarina, prinsessa c. 1371, gift furstinna av Mähren
      - Prins Eriks gifte efter faderns avsättning räknas inte som svensk kunglighet.

  - Kung Albrekts andra gifte och son efter avsättningen räknas inte som svenska kungligheter.

- Margareta, drottning & statschef 1389, även dansk och norsk, f. prinsessa av Danmark, där kallad Margrethe I, Margareta den stora
  - Håkan – se kungen 1362
    - Olof – se under maken ovan

  - (Hennes adopterade barn efter makens och sonens död:)
    - Erik (hennes systerdotters son) – se nästa kung
    - Katarina, prinsessa c. 1390 de facto, även dansk och norsk prinsessa, född pommersk furstinna, syster till Erik, gift furstinna av Pfalz-Neumarkt, mor till kungen 1440

## Från tiden runt år 1400
- Erik, kung 1396 och 1435, även dansk kung som Erik VII och norsk som Erik III, född furste av Pommern i ätten Grip, bytte namn från Bogislev, kallad Erik av Pommern och (huvudsakligen i Polen) Eryk Pomorski[18], har kallats Erik XIII
  - Filippa, drottninggemål 1406, även dansk och norsk drottning, född prinsessa av England i ätten Angevin-Lancaster
    - Erik, prins c. 1410 (död ung), även dansk och norsk prins, möjligen född senare och då endast pommersk prins
    - Bogislav, tronföljare utsedd c. 1416 av kusinen kung Erik ovan (tillträdde aldrig)
      - Maria, gemål 1432 till Bogislav ovan

  - Kung Eriks morganatiska gifte efter avsättningen räknas ej bland svenska kungliga.

- Kristoffer, kung 1440, även dansk kung som Kristoffer III och norsk, född furste av Pfalz-Neumarkt i ätten Wittelsbach
  - Dorotea, drottninggemål 1445, även 1457 till kung Kristian I (1457, se nedan), även dansk och norsk drottning, född furstinna av Brandenburg i ätten Hohenzollern

- Karl, kung 1448, 1464 och 1467, kallad Karl Knutsson, har kallats Karl VIII (genom retroaktiv numrering från Karl IX), kallade sig i samtiden Karl II av Sverige, även norsk kung som Karl I, född i adelsätten Bonde
  - Birgitta Turesdotter (avled tidigt och räknas ej som svensk kunglighet) 
    - Kristina, prinsessa 1448 de facto, som dotter till kung Karl, ingift i adelsätten Gyllenstierna

  - Katarina, drottninggemål 1448, även norsk drottning, född i adelsätten Gumsehuvud
    - Margareta, prinsessa 1448
    - Magdalena, prinsessa 1448, ingift i adelsätten Tott
    - Rikissa, prinsessa 1448[19], nunna
    - Birgitta, prinsessa c. 1448, nunna
    - Son av okänt namn, prins c. 1450 (död späd)
    - Kung Karls söner döda före trontillträdet räknas inte bland de kungliga.

  - Kristina, drottninggemål 1470, sannolikt född i Finland, kallad Kristina Abrahamsdotter
    - Karl, prins 1470 och tronföljare

- Kristian, kung 1457, Kristian I, även dansk och norsk kung, född tysk furste (Oldenburg) i ätten Oldenburg
  - Dorotea, se: kung Kristoffer 1440
    - Johan – se nästa kung
    - Margareta, prinsessa 1457, även dansk och norsk prinsessa, gift drottning av Skottland
    - Kung Kristians söner döda före trontillträdet i Sverige och sonen född efter avsättningen (Fredrik I av Danmark) räknas inte bland svenska kungliga.

- Karl – kung för andra och tredje gångerna, se ovan för år 1448

## Från tiden runt år 1500
- Johan II, kung 1497, även dansk och norsk kung, oftast kallad Hans
  - Kristina, drottninggemål 1497, även dansk och norsk drottning, född furstinna av Sachsen i ätten Wettin
    - Kristian – se nästa kung
    - Jakob, prins 1497, även dansk och norsk prins, kallad Iacobus de Dacia, missionär
    - Elisabet, prinsessa 1497, även dansk och norsk prinsessa, gift furstinna av Brandenburg
    - Frans, prins 1497-1511, även dansk och norsk prins
    - Kung Johans söner döda före trontillträdet i Sverige räknas inte bland svenska kungliga.

- Kristian, kung 1520, Kristian II, även dansk och norsk kung, kallad Kristian Tyrann
  - Elisabet, drottninggemål 1520, även dansk & norsk drottning, född kejserlig prinsessa av Österrike i ätten Habsburg, kallad Isabella
    - Johan, prins 1520 och tronföljare, även dansk och norsk sådan, kallad Hans
    - Dorotea, prinsessa 1520, även dansk och norsk prinsessa, gift furstinna av Pfalz
    - Kristina, prinsessa 1521, även dansk & norsk prinsessa, gift furstinna av Lorraine och Milano
    - Kung Kristians söner döda före trontillträdet i Sverige och sonen född efter avsättningen räknas inte bland svenska kungliga.

- Gustav, kung 1523, Gustav I, kallad Gustav Vasa
  - Katarina, drottninggemål 1531, född furstinna av Sachsen-Lauenburg i ätten Askanien
    - Erik – se nästa kung

  - Margareta, drottninggemål 1536, född i adelsätten Leijonhufvud
    - Johan – se kungen 1569
    - Katarina, prinsessa 1539, gift furstinna av Ostfriesland
    - Cecilia, prinsessa 1540, gift furstinna av Baden
    - Magnus, prins 1542, hertig
    - Karl, prins född och död 1544
    - Anna Maria, prinsessa 1545, gift pfalzgrevinna av grevskapet Veldenz
    - Sten, prins 1546-1547
    - Sofia, prinsessa 1547, gift furstinna av Sachsen-Lauenburg
    - Elisabet, prinsessa 1549, gift furstinna av Mecklenburg
    - Karl – se kungen 1604

  - Katarina, drottninggemål 1552, född i adelsätten Stenbock

- Erik, kung 1560, Erik XIV
  - Katarina, drottninggemål 1568, kallad Karin Månsdotter
    - Sigrid, prinsessa 1567, ingift i adelsätterna Tott och Natt-och-Dag
    - Gustav, prins 1567 och tronföljare
    - Kung Eriks söner födda efter avsättningen brukar inte räknas bland de kungliga.

- Johan, kung 1569, Johan III
  - Katarina, drottninggemål 1569, född prinsessa av Polen i ätten Jagiello, kallad Katarina Jagellonika
    - Elisabet, prinsessa 1564-1566, kallad Isabella
    - Sigismund – se nästa kung
    - Anna, prinsessa 1568, diplomat

  - Gunilla, drottninggemål 1585, född i adelsätten Bielke
    - Johan, prins 1589, hertig

- Sigismund, kung 1592, även polsk kung som Sigismund III
  - Anna, drottninggemål 1592, även polsk drottning, född kejserlig prinsessa av Österrike i ätten Habsburg
    - Anna Maria, prinsessa 1593-1600, även polsk prinsessa
    - Katarina, prinsessa född och död 1594, även polsk prinsessa
    - Vladislav Sigismund, prins 1595, även polsk prins och kung som Vladislav IV
    - Katarina, prinsessa 1596-1597, även polsk prinsessa
    - Kristoffer, prins född och död 1598 (då även modern drottning Anna avled), även polsk prins

  - Konstantia (polsk drottning) - räknas inte som svensk kunglighet.
    - Johan Kasimir, prins (pretendent) 1607-1608, polsk prins
    - Johan Kasimir, prins (pretendent) 1609, polsk prins och kung som Johan II Kasimir
    - Johan Albert, prins (pretendent) 1612, polsk prins och biskop
    - Kung Sigismunds yngre barn med Konstantia pretenderade egentligen aldrig till tronen i Sverige och behöver således inte räknas bland svenska kungliga.

## Från tiden runt år 1600
- Karl, kung 1604, Karl IX
  - Maria, prinsessa 1579 och hertiginna, född furstinna av Pfalz i ätten Wittelsbach
    - Margareta Elisabet, prinsessa 1580-1585
    - Elisabet Sabina, prinsessa 1582-1585
    - Ludvig, prins född och död 1583
    - Katarina, prinsessa 1584, gift furstinna av Pfalz-Zweibrücken (med:)
      - Johan Kasimir, prinsgemål de facto 1615, hertig av Stegeborg, född tysk furste av Pfalz-Zweibrücken i ätten Wittelsbach
        - Kristina Magdalena, prinsessa 1654 som syster till kung Karl Gustav, gift furstinna av Baden-Durlach
        - Karl Gustav – se kungen 1654
        - Maria Eufrosyne, prinsessa 1654 som syster till kung Karl Gustav, ingift i adelsätten De la Gardie
        - Eleonora Katarina, prinsessa 1654 som syster till kung Karl Gustav, gift furstinna av Hessen-Eschwege
        - Adolf Johan, prins 1654 som bror till kung Karl Gustav, hertig av Stegeborg
          - Elisabet Beatrix, prinsessa 1651 som gemål till Adolf Johan, kallad Elsa Beata, född i adelsätten Brahe
            - Gustav Adolf, potentiell prins 1652, död samma år (Adolf Johan betraktad av vissa som svensk prins redan då)

          - Efter 1660 räknades Adolf Johan med ny maka och barn de facto inte längre som svenska kungligheter.

    - Gustav, prins 1587 (död späd)
    - Maria, prinsessa 1588-1589

  - Kristina, drottninggemål 1604, född furstinna av Holstein-Gottorp i ätten Oldenburg
    - Gustav Adolf – se nästa kung
    - Maria Elisabet av Sverige, prinsessa 1596 och hertiginna
    - Kristina, prinsessa 1598-1599
    - Karl Filip, prins 1601 och hertig
      - Karls Filips morganatiska gifte och dotter brukar inte räknas bland de kungliga.

- Gustav Adolf, kung 1611, Gustav II Adolf, kallad Gustav Adolf den store
  - Maria Eleonora, drottninggemål 1620, född prinsessa av Brandenburg i ätten Hohenzollern
    - Dotter av okänt namn, prinsessa 1621 (död späd)
    - Kristina Augusta, prinsessa född och död 1623
    - Son av okänt namn, prins 1625 (död späd)
    - Kristina – se nästa regent

- Kristina Augusta, drottning och statschef 1632, senare kallad Kristina Alexandra

- Karl Gustav, kung 1654, Karl X Gustav, född tysk furste (Pfalz-Zweibrücken) i ätten Wittelsbach
  - Hedvig Eleonora, drottninggemål 1654, även riksföreståndare, född prinsessa av Holstein-Gottorp i ätten Oldenburg
    - Karl – se nästa kung

- Karl, kung 1660, Karl XI
  - Ulrika Eleonora, drottninggemål 1680, född prinsessa av Danmark i ätten Oldenburg
    - Hedvig Sofia av Sverige, prinsessa 1681, gift furstinna av Holstein-Gottorp
      - Karl Fredrik av Holstein-Gottorp, svensk prins eller tronpretendent 1700

    - Karl – se nästa kung
    - Gustav, prins 1683-1685
    - Ulrik, prins 1684-1685
    - Fredrik, prins född och död 1685
    - Karl Gustav, prins 1686-1687
    - Ulrika Eleonora – se regenten 1718

## Från tiden runt år 1700
- Karl, kung 1697, Karl XII

- Ulrika Eleonora, drottning och statschef 1718, gift med:
- Fredrik, kung 1720, född tysk furste (Hessen-Kassel) i ätten Brabant, även regerande hessisk lantgreve, kallad Fredrik I
  - Ulrika Eleonora, drottninggemål från 1720, se ovan statschef 1718

- Adolf Fredrik, kung 1751, född tysk furste (Holstein-Gottorp) i ätten Oldenburg
  - Lovisa Ulrika, drottninggemål 1751, född prinsessa av Preussen i ätten Hohenzollern
    - Gustav – se nästa kung
    - Karl – se kungen 1809
    - Fredrik Adolf, prins 1750 och hertig
    - Sofia Albertina av Sverige, prinsessa 1753, abbedissa

- Gustav, kung 1771, Gustav III
  - Sofia Magdalena, drottninggemål 1771, född prinsessa av Danmark i ätten Oldenburg
    - Gustav Adolf – se nästa kung
    - Karl Gustav, prins 1782-1783

## Från tiden runt år 1800
- Gustaf Adolf, kung 1792, Gustav IV Adolf
  - Fredrika Dorotea Vilhelmina, drottninggemål 1797, född prinsessa av Baden i ätten Zähringen
    - Gustav, prins 1799 och tronföljare, kallad Gustav av Vasa
      - Lovisa Amalia Stephanie, tronpretendentsgemål 1830-1844 som gift med Gustav, född prinsessa av Baden
        - Ludvig, tronpretendent (potentiell) född och död 1832 son till prins Gustav, kallad Louis av Vasa
        - Karolina Friederike Franziska Stephanie Amalia Cecilia, prinsessa 1833 som sondotter till kung Gustav Adolf, gift drottning av Sachsen, kallad Carola

    - Sofia Vilhelmina, prinsessa 1801, gift furstinna av Baden
    - Karl Gustav, prins 1802-1805
    - Amalia, prinsessa 1805
    - Cecilia, prinsessa 1807, gift furstinna av Oldenburg

- Karl, kung 1809, Karl XIII, även norsk kung som Karl II
  - Hedvig Elisabet Charlotta, drottninggemål 1809, även norsk drottning, född furstinna av Oldenburg
    - Karl Adolf, prins född och död 1798

  - (Adopterade söner:)
    - Karl August, kronprins 1810, född furst Kristian August av Slesvig-Holstein-Sönderborg-Augustenborg i ätten Oldenburg
    - Karl Johan – se nästa kung

- Karl Johan Baptist Julius, kung 1818, Karl XIV Johan, även norsk kung som Karl III Johan, född i den béarnesiska släkten Bernadotte
  - Eugenia Bernardina Desideria, drottninggemål 1818, även norsk drottning, bytte namn från Désirée, född i en sydfransk släkt Clary
    - Oskar – se nästa kung

- Josef Frans Oskar, kung 1844, Oskar I, även norsk kung
  - Josefina Maximiliana Eugenia Napoleana, drottninggemål 1844, även norsk drottning, född prinsessa av Leuchtenberg i ätten Beauharnais
    - Karl – se nästa kung
    - Frans Gustav Oskar, prins 1827 och hertig, även norsk prins, kompositörsnamn Prins Gustaf
    - Oskar – se kungen 1872
    - Charlotta Eugenia Augusta Amalia Albertina, prinsessa 1830, även norsk prinsessa, kallad Eugénie, styrelseordförande för sjukhus
    - Carl Nicolaus August, prins 1831 och hertig, även norsk prins
      - Teresia Amalia Karolina Josefina Antoinetta, prinsessa 1864 gift med August, även norsk prinsessa, född furstinna av Sachsen-Altenburg i ätten Wettin

- Karl Ludvig Eugen, kung 1859, Karl XV, även norsk kung som Karl IV
  - Vilhelmina Fredrika Alexandra Anna Lovisa, drottninggemål 1859, även norsk drottning, född prinsessa av Nederländerna i ätten Oranien-Nassau
    - Louise Josephine Eugenie, prinsessa 1851, även norsk prinsessa, gift drottning av Danmark, ursprungligen kallad Lovisa
    - Karl Oskar, prins 1852-1854, även norsk prins

- Oskar Fredrik, kung 1872, Oskar II, även norsk kung
  - Sofia Wilhelmina Marianne Henrietta, drottninggemål 1872, även norsk drottning, född prinsessa av Nassau
    - Gustaf – se nästa kung
    - Oscar Carl August, prins 1859, även norsk prins
    - Oscar Carl Wilhelm, prins 1861 och hertig, även norsk prins
      - Ingeborg Charlotta Carolina Frederike Lovisa, prinsessa 1897, även norsk prinsessa, född prinsessa av Danmark
        - Margaretha Sofia Lovisa Ingeborg, prinsessa 1899, även norsk prinsessa, gift prinsessa av Danmark
        - Märtha Sophia Lovisa Dagmar Thyra, prinsessa 1901, även norsk prinsessa, gift kronprinsessa av Norge
        - Astrid Sofia Lovisa Thyra, prinsessa 1905, gift drottning av Belgien
        - Carl Gustaf Oscar Fredrik Christian, prins 1911

    - Eugen Napoleon Nicolaus, prins 1865, även norsk prins, konstnärsnamn Prins Eugen

## Tiden efter år 1907
- Oscar Gustaf Adolf, kung 1907, Gustaf V
  - Sophia Maria Viktoria, drottninggemål 1907, född prinsessa av Baden i ätten Zähringen
    - Gustaf Adolf – se nästa kung
    - Carl Wilhelm Ludvig, prins 1884 och hertig, även norsk prins, konstnär och författare som Prins Wilhelm
      - Maria, prinsessa 1908-1914 gift med prins Wilhelm, född storfurstinna av Ryssland som Maria Pavlovna i ätten Oldenburg
        - Gustaf Lennart Nicolaus Paul, prins 1909, landskapsarkitekt som Lennart Bernadotte

    - Erik Gustaf Ludvig Albert, prins 1889 och hertig

- Oscar Fredrik Wilhelm Olaf Gustaf Adolf, kung 1950, Gustaf VI Adolf
  - Margareta Victoria Augusta Charlotte Norah, prinsessa 1905 och kronprinsessa, född brittisk prinsessa i ätten Wettin (senare kallad Windsor)
    - Gustaf Adolf Oscar Fredrik Arthur Edmund, prins 1906 och hertig
      - Sibylla Calma Marie Alice Bathildis Feodora, prinsessa 1932 och hertiginna, född prinsessa av Sachsen-Coburg-Gotha i ätten Wettin
        - Margaretha Désirée Victoria, prinsessa 1934, gift Ambler
        - Birgitta Ingeborg Alice, prinsessa 1937, gift prinsessa av Hohenzollern
        - Désirée Elisabeth Sibylla, prinsessa 1938, ingift i adelsätten Silfverschiöld
        - Christina Louise Helena, prinsessa 1943, gift Magnuson
        - Carl Gustaf – se nästa kung

    - Sigvard Oscar Fredrik, prins 1907, formgivare som Sigvard Bernadotte
    - Ingrid Victoria Sofia Louise Margareta, prinsessa 1910, gift drottning av Danmark
    - Bertil Gustaf Oscar Carl Eugen, prins 1912 och hertig
      - Lilian May, prinsessa 1976 och hertiginna, född i en walesisk släkt Davies

    - Carl Johan Arthur, prins 1916

  - Louise Alexandra Marie Irene, drottninggemål 1950, född tysk furstinna (Hessen) i ätten Brabants morganatiska gren Battenberg namnändrad till Mountbatten
- Carl Gustaf Folke Hubertus, kung från 1973, Carl XVI Gustaf
  - Silvia Renate, drottninggemål 1976, född i en tysk släkt Sommerlath
    - Victoria Ingrid Alice Désirée, kronprinsessa 1980 och hertiginna
      - Olof Daniel, prins och kronprinsessgemål 2010, även hertig, född i en svensk släkt Westling
        - Estelle Silvia Ewa Mary, prinsessa 2012 och hertiginna
        - Oscar Carl Olof, prins 2016 och hertig

    - Carl Philip Edmund Bertil, prins 1979 och hertig
      - Sofia Kristina, prinsessa 2015, även hertiginna, född i en svensk släkt Hellqvist 
        - Alexander Erik Hubertus Bertil, prins 2016 och hertig
        - Gabriel Carl Walther, prins 2017 och hertig
        - Julian Herbert Folke, prins 2021 och hertig
        - Ines Marie Lilian Silvia, prinsessa 2025 och hertiginna

    - Madeleine Thérèse Amelie Josephine, prinsessa 1982 och hertiginna
      - Prinsessan Madeleines man Christopher O'Neill, som inte är kunglig.
        - Leonore Lilian Maria, prinsessa 2014 och hertiginna
        - Nicolas Paul Gustaf, prins 2015 och hertig
        - Adrienne Josephine Alice, prinsessa 2018 och hertiginna